# Francisco Caamaño Rojas
Francisco Javier Caamaño Rojas (Molina, 11 de diciembre de 1989) es un ingeniero en administración de empresas y político chileno que se desempeñó como miembro de la Convención Constitucional en representación del distrito n° 14, entre 2021 y 2022. Fue también Vicepresidente adjunto de la Convención Constitucional, desde mayo hasta julio de 2022.

## Biografía
Nació el 11 de diciembre de 1989, en Molina, Región del Maule. Es hijo de Carlos Arturo Caamaño Moya y de Andrea Antonia Rojas Núñez. Realizó sus estudios básicos en la Escuela Santa María, de la comuna de El Monte, y su enseñanza media en el Liceo Comercial de Talagante, egresando el año 2007. Su educación superior la cursó en el Instituto DUOC UC, donde se tituló de Ingeniero en Administración de Empresas.
Se desempeña laboralmente como asistente administrativo del Departamento de Geofísica de la Universidad de Chile.

### Trayectoria política
Desde 2015 es un activista y divulgador medioambiental, y actualmente participa en organizaciones como Verde Nativo, Plantemos Nativo, Humedales del Mapocho y Movimiento por el Agua y Los Territorios. 
En las elecciones de convencionales constituyentes de 2021 se presentó como candidato por el 14° distrito, Región Metropolitana, en calidad de independiente y como parte del pacto La Lista del Pueblo. Obtuvo el 8,85 % del total de sufragios válidamente emitidos.
El 7 de mayo de 2022 asumió como vicepresidente adjunto de la Convención Constitucional tras la renuncia de Giovanna Grandón a dicho cargo.
Fue integrante de la Comisión transitoria de Presupuestos y Administración Interior, y posteriormente, participó en la Comisión de Sistemas de Conocimiento, Ciencia y Tecnología, Cultura, Arte y Patrimonio.

## Historial electoral

### Elecciones de convencionales constituyentes de 2021
- Elecciones de convencionales constituyentes de 2021, para convencional constituyente por el distrito N.º 14. (Alhué, Buin, Calera de Tango, Curacaví, El Monte, Isla de Maipo, María Pinto, Melipilla, Padre Hurtado, Paine, Peñaflor, San Bernardo, San Pedro y Talagante)[5][6]